# David Dufresne
Pour les articles homonymes, voir Dufresne.
David Dufresne, né le 2 avril 1968 à Meudon, est un écrivain, journaliste et réalisateur français.

## Biographie
David Dufresne est le fils de Jacques Dufresne et d'Indiana Aubenque, elle-même fille de Françoise d'Eaubonne.
Il commence sa carrière professionnelle en 1982 à Poitiers dans une radio de quartier (Radio Poitiers Ouest) hébergée dans un centre social avec des émissions sur les jeux vidéo et le rock (Beatles rock story) puis dans le fanzinat (Fantastic 60's qui deviendra Tant qu'il y aura du Rock puis Combo! avec Yannick Bourg,), alors que les fanzines et les journaux lycéens sont très actifs sur la ville. Cette participation au fanzine Tant qu'il y aura du rock lui vaut une convocation au commissariat de police sous le prétexte de soupçon de terrorisme, en 1984 (il a alors 16 ans). Il est également matraqué par les unités de voltigeurs lors de la manifestation du 5 décembre 1986[source insuffisante], lors de laquelle Malik Oussekine est battu à mort par les mêmes voltigeurs. Il déclare « Ça, ça a été une propulsion brutale dans le monde adulte. À partir de ce moment, je me suis intéressé à la police sur le versant des libertés ».
Il rejoint ensuite la presse rock (Best) et le quotidien Le Jour en 1993. Dans l'intervalle, il travaille au sein du label alternatif Bondage Records, à la fin des années 1980. 
Il est également l'un des tout premiers créateurs de webzine en France. Il fut notamment le fondateur de La Rafale, en 1995. Il est l'un des auteurs du Manifeste du web indépendant en 1997. 

### Journaliste
À partir du début des années 1990, il est reporter pendant une dizaine d'années pour Libération. Il couvre les procès, dont celui de Jean-Claude Romand ou des événements comme l'occupation de l'Eglise Saint Bernard. Il devient en 2002 rédacteur en chef de la chaîne d'information en continu i-Télé. En 2008, il participe à la création du site d'information Mediapart. Sa consœur Marine Turchi raconte : « C’est quelqu’un qui est resté fidèle à ses idéaux de jeunesse en y appliquant une grande rigueur journalistique, c’est rare dans ce métier. »
À la fin des années 2000, David Dufresne s'éloigne du journalisme pour se consacrer à des récits au long cours. Il y explique les raisons de son éloignement du métier.
Le journal Le Monde l'a qualifié de « franc-tireur » dans un portrait en 2012 à l'occasion de sa candidature aux législatives à Paris sous l'étiquette du Parti pirate.

### Réalisateur
Il est auteur et réalisateur (avec Philippe Brault) du webdocumentaire Prison Valley (produit par Arte/Upian, 2010), qui a reçu de nombreux prix, dont le premier prix au World Press Photo, catégorie Multimedia.
En 2013, il réalise Fort McMoney, coproduit par l'Office national du film du Canada, Toxa et Arte, lauréat de nombreux prix internationaux, comme le Canadian Screen Award ou les Gémeaux (Canada)[source insuffisante]. Trois ans plus tard, à la suite de l'incendie de Fort McMurray, il retourne sur place pour réaliser le documentaire long format socio-financé Fort Mac And The Beast, lancé le 1er juillet 2016,. 
À l'été 2014, il est nommé fellow à l'Open Documentary Lab du MIT de Boston.
En 2016, il co-réalise l'enquête à collectionner en ligne Hors-Jeu avec le journaliste suisse Patrick Oberli (produit par Arte/Upian, 2016) et Dada-Data, avec Anita Hugi (Arte/Société suisse de radiodiffusion et télévision), un hommage interactif au 100 ans du mouvement Dada,.
En 2017, il lance la collection « PhoneStories », des récits en temps réel sur mobile, dont le premier épisode, L'Infiltré, met en scène un agent de la DGSI au cœur du Front national. 
Son long métrage documentaire Un pays qui se tient sage, sorti en 2020, le premier pour le cinéma, reçoit le soutien de la Quinzaine des réalisateurs de Cannes 2020 et remporte le Prix Lumière du meilleur documentaire (26e Cérémonie des Lumières). Il est nommé dans la catégorie Meilleur documentaire des César 2021.

### Écrivain
Son livre enquête sur l'affaire de Tarnac, Tarnac, magasin général, en 2012, salué par la presse comme un modèle du genre, reçoit le prix des Assises du journalisme 2012.
Son ouvrage, New Moon, café de nuit joyeux, finaliste du prix de Flore, est salué comme un « ouvrage ultra-gonzo » par Le Masque et la Plume. L'auteur y évoque notamment des souvenirs personnels dans un club rock de Pigalle. Le livre contient un grand nombre de révélations sur Hélène Martini, impératrice de la nuit à Pigalle. Personnage qu'on retrouve en 2019, dans son film Le Pigalle : une histoire populaire de Paris. Installant un cinéma de poche sur la place Pigalle même, David Dufresne déambule entre archives et témoignages dans ce « quartier populaire auquel il a arrimé sa jeunesse, et qui lui a probablement donner le goût de la liberté et du rock ».[pertinence contestée]
En 2018 sort On ne vit qu’une heure. Une virée avec Jacques Brel (Le Seuil), une biographie singulière du chanteur pour laquelle il a consacré une année à sa conception. Selon Nicolas Demorand (2018), journaliste à France Inter, c'est « un livre enquêté, baroque sur la forme, tendre, mélancolique, parfois en colère, souvent drôle » et pour Télérama (2018) c'est « un récit ingénieux en immersion ». Son éditrice au Seuil, Mireille Paolini déclare : « C’est le punk le plus rigoureux du monde. Il est ultraméticuleux. Il travaille énormément. Chaque mot, chaque phrase est retravaillée. Chaque citation, chaque information est revérifiée. Il réécrit autant de fois qu’il le faut ».
De son travail sur les violences policières, il tire la matière de son premier roman, Dernière Sommation (2019). Selon le critique Arnaud Viviant, il s'agit d'« un roman qui prouve que le roman peut être une arme ». Raphaëlle Leyris, critique au Monde des livres, écrit que « Dufresne instille une énergie remarquable à ce (premier) roman qui veut croire encore à une portée politique de la littérature ».
En 2022, il publie 19h59. À 9 jours du second tour de l'élection présidentielle, un survivaliste d'extrême droite enlève le patron d'une chaîne d'information. La presse salue « une intuition phénoménale, une écriture en rafale ». Télérama apprécie « une fable ironique et cruelle sur le système politico-médiatique » et Les Échos recommandent « un ouvrage drôle et parfois désenchanté qui veut réveiller les consciences ».

### Observateur de la police

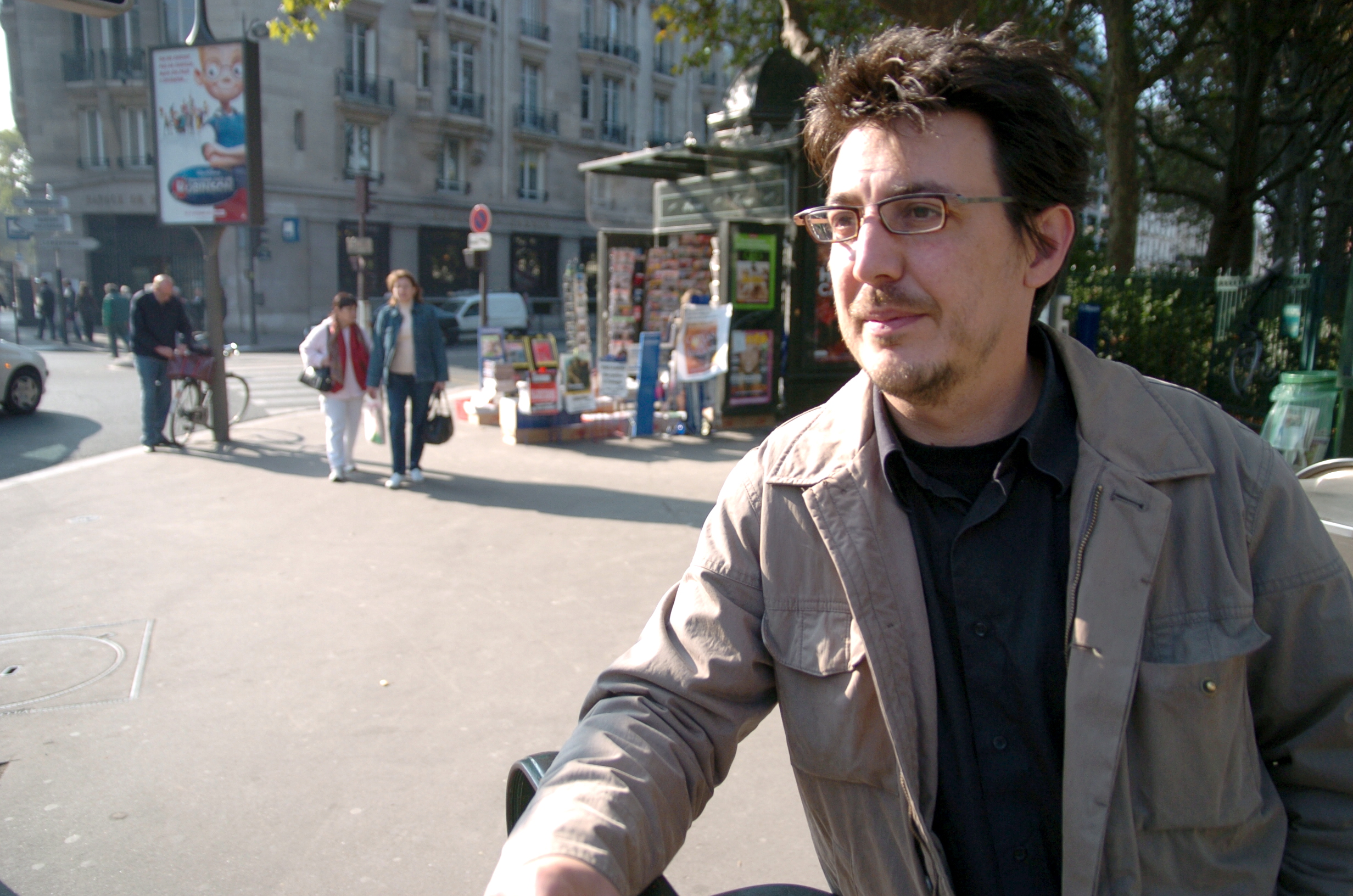
David Dufresne, le 15 octobre 2007 à Paris.

Journaliste, David Dufresne se consacre au milieu des années 1990 aux questions de police et de libertés publiques. Il est l'auteur réalisateur d'un documentaire (novembre 2007) sur le maintien de l'ordre à la française, et les émeutes de 2005 dans les banlieues françaises : Quand la France s'embrase. Film qu'il prolonge par le livre Maintien de l'ordre, préfacé par le sociologue Fabien Jobard.
Pour Mediapart, puis pour son livre Tarnac, magasin général, David Dufresne enquête sur le contre-terrorisme en France, et notamment sur les arcanes de la DCRI, future DGSI. À cette occasion, il rencontre Bernard Squarcini, responsable de la DCRI, Michel Delpuech. 
Du 4 décembre 2018 à janvier 2021, David Dufresne effectue un travail de compilation sur son compte Twitter. Il recense les témoignages de blessés pendant les actes du mouvement des Gilets jaunes et dénonce ainsi les violences policières et les « dérives » du maintien de l'ordre,. Tous ses tweets commencent par la même formule « Allo @Place_Beauvau - c’est pour un signalement ». Le 14 mars 2019, le grand prix du jury des Assises du journalisme de Tours lui est décerné. Sa compilation est également hébergée sur Mediapart. Le 12 janvier 2021, il met un terme à ce travail de recensement des violences policières.

### Streamer
Depuis février 2021, il anime une émission sur la police et les libertés publiques sur Twitch nommée AuPoste en collaboration avec Blast. Il est l'un des premiers streameurs à rétribuer ses modérateurs.

## Publications

### Monographies
- 1991 : Yo ! Révolution rap : L'histoire, les groupes, le mouvement, éd. Ramsay, 160 p.  (ISBN 2-85956-914-6) Sur le hip-hop.
- 1996 : Sur le quai : La vie dans le métro parisien, Corlet & Arléa, coll. « Panoramiques », 231 p.  (ISBN 2-85480-899-1) Recueil de chroniques sur le métro de Paris, précédemment publiées dans Libération entre septembre 1994 et mars 1995.
- 2000 : Pirates et flics du Net, avec Florent Latrive, éd. du Seuil, coll. « Contre-enquête », 139 p.  (ISBN 2-02-040390-0) Sur le piratage informatique.
- 2002 : Toute sortie est définitive : Loft Story autopsie, éd. Bayard, 152 p.  (ISBN 2-227-47075-5) Recueil de chroniques sur l'émission Loft Story, précédemment publiées dans Libération.
- 2003 : Ils ont filmé la guerre en couleur : France, 1939-1945 : les trésors des archives, l'histoire de leur découverte, le choc de la couleur, avec René-Jean Bouyer, éd. Bayard, 191 p.  (ISBN 2-227-47154-9) Tiré de la série de téléfilms documentaires Ils ont filmé la guerre en couleur.
- 2007 : Maintien de l'ordre : Enquête, éd. Hachette littératures, coll. « Les docs », 334 p.  (ISBN 978-2-01-237379-2)Sur le maintien de l'ordre lors des émeutes de 2005 et du mouvement anti-CPE, prolongement de son film Quand la France s’embrase.
- 2012 : Tarnac, magasin général, éditions Calmann-Levy  (ISBN 978-2-7021-4212-7) Les dessous de l'affaire de Tarnac, voir aussi la variante web du livre
- 2017 : New Moon, café de nuit joyeux, éditions du Seuil  (ISBN 978-2-02-136295-4)
- 2018 : On ne vit qu'une heure, Une virée avec Jacques Brel, éditions du Seuil  (ISBN 9782021364507)[56]
- 2019 : Dernière Sommation, éditions Grasset  (ISBN 9782246857914)
- 2020 : Corona Chroniques, éditions du Détour  (ISBN 9791097079642)[57]
- 2022 : 19h59, éditions Grasset  (ISBN 2246823056)[58]

### Participation à des ouvrages collectifs
- 1995 : Noms d'une France, sous la dir. de Pierre Pinelli, éditions du Rouergue, 201 p.  (ISBN 2-84156-028-7)
- 1997 : Encore une nuit à Paris : Du crépuscule à l'aube, parcours dans la ville en textes et en images, L’Harmattan, coll. « Vis-à-villes », 161 p.  (ISBN 2-7384-4943-3)
- 2008 : Les Surveillants surveillés : Big brother awards, préf. de Maurice Rajsfus, éd. Zones, 187 p.  (ISBN 978-2-35522-014-2)
- 2015 : Brut : la ruée vers l'or noir, avec Naomi Klein, Nancy Huston, Melina Massimo-Laboucan, éd. Lux, 112 p.  (ISBN 9782895961970)

## Filmographie
- 2007 : Quand la France s'embrase, avec Christophe Bouquet, France 2
- 2010 : Prison Valley, avec Philippe Brault, Arte/Upian
- 2013 : Fort McMoney, Office national du film du Canada/Toxa/Arte
- 2015 : Fort McMoney, votez Jim Rogers, Office national du film du Canada/Toxa/Arte
- 2016 : Dada Data, avec Anita Hugi, Arte/SSR SRG
- 2016 : Hors-Jeu, avec Patrick Oberli, Arte/Upian
- 2019 : Le Pigalle : une histoire populaire de Paris, Arte
- 2020 : Un pays qui se tient sage, Le Bureau Films

## Prix et reconnaissances

### Livres
- 2012 : Prix des Assises du journalisme pour Tarnac, magasin général [32]
- 2018 : Finaliste Prix de Flore pour New Moon café de nuit joyeux[33]

### Films
- 2010 : Prix Italia meilleure production web pour Prison Valley
- 2011 : World Press Photo meilleure œuvre non linéaire pour Prison Valley[59]
- 2011 : Grimme OnLine Award meilleur programme Information & Culture pour Prison Valley[60]
- 2011 : Association For International Broadcasting Best cross-media pour Prison Valley
- 2013 : Canadian Screen Award Best Original Interactive Production Produced for Digital Media pour Fort McMoney
- 2014 : Grimme OnLine Award meilleur programme Information & Culture pour Fort McMoney[61]
- 2014 : Prix Gémeaux de la meilleure émission ou série originale produite pour les médias numériques : catégorie documentaire pour Fort McMoney[62]
- 2014 : Meilleur web-documentaire au festival international du film d'environnement de Paris pour Fort McMoney[63]
- 2016 : Grimme OnLine Award meilleur programme Information & Culture pour Dada Data[64]
- 2016 : Numix meilleure production numérique pour Dada Data[65]
- 2020 : Soutien de la Quinzaine des réalisateurs pour Un pays qui se tient sage[28]
- 2021 : Lumière du meilleur documentaire[29] (26e cérémonie des Lumières) pour Un pays qui se tient sage
- 2021: Nomination Meilleur documentaire César[66] pour Un pays qui se tient sage
- 2022: Grand Prix et Prix de la presse internationale[67] MyFrenchFilmFestival pour Un pays qui se tient sage

### Autres
2019 : Grand Prix des Assises du journalisme pour Allô Place Beauvau